# Heinz Koch (Fußballspieler)
Heinz Koch (* 3. September 1949) ist ein ehemaliger deutscher Fußballspieler. Der Verteidiger und Mittelfeldspieler hat beim VfL Osnabrück zuerst in der zweitklassigen Fußball-Regionalliga Nord von 1970 bis 1974 127 Ligaspiele absolviert und dabei elf Tore erzielt und konnte 1971 die Meisterschaft mit dem VfL in Norddeutschland feiern. Von 1974 bis 1978 folgten noch 135 Einsätze in der 2. Fußball-Bundesliga.

## Laufbahn
Koch begann seine Fußballkarriere beim VfR Büttgen, wo auch die außergewöhnliche Karriere von Hans-Hubert Vogts begonnen hatte, und spielte sich mit seinen Leistungen über die Niederrheinauswahl in die DFB-Jugendnationalmannschaft. Im Februar 1968 gehörte er dem DFB-Team an, welches sich in den Qualifikationsspielen gegen Spanien durchsetzte und nahm deshalb auch im April 1968 an der Seite von Mitspielern wie Amand Theis, Reiner Geye, Hans-Josef Kapellmann und Winfried Schäfer am UEFA-Juniorenturnier in Frankreich teil. Trainer Hennes Weisweiler nahm neben Wolfgang Kleff auch noch die zwei Jugendnationalspieler Koch und Schäfer für die Runde 1968/69 neu unter Vertrag und das Abwehrtalent aus Büttgen wechselte im Sommer 1968 zu  Borussia Mönchengladbach in die Fußball-Bundesliga. Auf dem Bökelberg konnte er sich aber nicht gegen die Konkurrenten wie Berti Vogts, Egon Milder, Hartwig Bleidick, Erwin Spinnler und Helmut Kremers durchsetzen und bestritt keinen Pflichtspieleinsatz. Als in seinem zweiten Gladbacher Jahr, 1969/70, auch noch die Abwehrgrößen Ludwig Müller und Klaus-Dieter Sieloff verpflichtet worden waren und die „Fohlen“ die erste deutsche Meisterschaft erringen konnten, waren seine Einsatzchancen noch weiter verringert.
1970 schloss er sich ohne Pflichtspieleinsatz für Mönchengladbach dem VfL Osnabrück in der zweitklassigen Fußball-Regionalliga Nord an. Der schussstarke defensive Mittelfeldspieler machte bis 1978 für den VfL 279 Spiele und schoss dabei 23 Tore, davon 135 Spiele und 12 Tore in der 2. Bundesliga. Er debütierte unter Trainer Fritz Langner am 16. August 1970 bei einem 2:2-Heimremis gegen Phönix Lübeck in der Regionalliga Nord. Er lief als Verteidiger vor Torhüter Andreas Burose auf. Am Rundenende errang der VfL mit einem Punkt Vorsprung gegenüber dem FC St. Pauli die Meisterschaft. Koch war in 26 Ligaspielen zum Einsatz gekommen. In der folgenden Aufstiegsrunde zur Bundesliga kamen nochmals sechs Einsätze dazu. Osnabrück belegte hinter Aufsteiger VfL Bochum den 2. Rang. Mitspieler der Meistermannschaft des Jahres 1971 waren unter anderem Friedhelm Holtgrave, Karl August Tripp, Ulrich Kallius, Carsten Baumann und Willi Mumme. Nach der Spielzeit 1973/74 wurde Heinz Koch von den Besuchern der Heimspiele des VfL Osnabrück mit großem Vorsprung zum „besten Spieler“ gewählt.
Nach seiner aktiven Zeit trainierte er unterklassige Clubs in der Region Osnabrück. Er betreibt heute eine physiotherapeutische Praxis in Belm.

## Erfolge
- 1970 Deutscher Meister mit Borussia Mönchengladbach (ohne Einsatz)
- 1971 Meister der Regionalliga Nord mit dem VfL Osnabrück